# Giorgio Morales
Giorgio Morales (La Spezia, 26 marzo 1932 – Firenze, 29 novembre 2020) è stato un politico italiano.

## Biografia
Partecipò sin da giovanissimo alla vita politica, dapprima in Unità Popolare, per poi iscriversi al PSI nel 1957.
Dopo la laurea in scienze politiche fu dal 1965 al 1970 dirigente della Provincia di Firenze. Nel 1970 fu nominato coordinatore dell'Ufficio Legislativo del Consiglio Regionale. 
Fu eletto consigliere comunale a Firenze ininterrottamente tra il 1975 ed il 1989. Ricoprì l'incarico di assessore al decentramento nel 1975, con sindaco Elio Gabbuggiani, per poi divenire vicesindaco dal 1979 al 1983. Nelle giunte presiedute da Bonsanti, Conti e Bogianckino fu assessore alla cultura.
Socialista, fu eletto sindaco di Firenze due volte: nel 1989 succedette a Massimo Bogianckino, sostenuto dagli stessi partiti (PCI, PSI, PSDI e PLI); nel 1990 formò poi una giunta di pentapartito (DC, PSI, PRI, PSDI e PLI). Ricandidatosi nel 1995 sotto le insegne di Forza Italia, fu sconfitto da Mario Primicerio. In seguito, aderì ai Socialisti Democratici Italiani ed al ricostituito PSI.
Dal 1995 al 1999 sedette in consiglio comunale. Fu nominato difensore civico della Regione Toscana nel gennaio 2004, carica da lui ricoperta fino al 2010.
Morì a Firenze il 29 novembre 2020 all'età di 88 anni a causa di un malore, un anno dopo gli è stata intitolata una piazza da parte del Comune di Firenze.

## Opere
- Giorgio Morales, L'assedio di Firenze nella crisi della prima Repubblica (1989-1995), Firenze, Le Lettere, 1995, ISBN 88-7166-255-5.
- Giorgio Morales, Le scale consumate : politica e amministrazione a Firenze, 1965-1985, Firenze, Ponte alle Grazie, 1989.